# 聖なる、聖なる、聖なるかな
聖なる、聖なる、聖なるかな、（せいなる、せいなる、せいなるかな、Holy, Holy, Holy, Lord God Almighty,別名Nicaea）は、キリスト教の讃美歌。
聖書の預言者イザヤが見た聖なる神の幻（イザヤ6章1節-7節）とヨハネに与えられた啓示(ヨハネの黙示録4章8節)のパラフレーズした賛美歌である。これにニケヤ(Nicaea)の名を冠らせているのは、アリウス派の異端に対して、325年にニカイア信条が作成され、キリストの父なる神の永遠の子なること、父と同一なること、および三位一体の教理を定義し、確認した栄えある公会（第1ニカイア公会議）の名にちなんでいるためである。
レジナルド・ヒーバー(1783年-1826年)の生前に作詞され、死後の1827年に発表された詩に、ジョン・ダイクス（1823年-1876年)が1861年に作曲したものをNicaeaと言う。最初に聖公会の讃美歌集に載り、後に全世界の讃美歌となった。最初は、三位一体主日のために指定されていた。
 詩人アルフレッド・テニスンの愛唱讃美歌であり、彼の葬式でも歌われた。

## 作曲の異説
ジョン・ダイクスがフィーリップ・ニコーライの「おきよ夜は明けぬ」からヒントを得て作ったという説がある。また、ヒーバー歌詞にジョン・ホプキンズが1850年にTrinityという題名で発表した曲がNicaeaに似ているところから、ダイクスがホプキンズの曲を編曲したという説もある。

## 所収
- 1903年の『讃美歌』35番
- 1954年の讃美歌66番
- こどもさんびか12番
- 日本福音連盟の聖歌96番「聖なるかな全能の神」。
- 聖歌の友社の聖歌 (総合版)40番「聖なるかな全能の神」。
- リビング・プレイズ22番「聖なる、聖なる、万軍の主よ」
- 讃美歌21の351番
- 新聖歌137番

## 英語
1. Holy, holy, holy ! Lord God Almighty 

Early in the morning our song shall rise to thee ; 

Holy, holy, holy merciful and mighty!

God in Three Persons, blessed Trinity! 

2. Holy, holy, holy! all the saints adore thee,

Casting down their golden crowns around the glassy sea ; 

Cherubim and seraphim falling down before thee, 

Which wert, and art, and evermore shalt be. 

3. Holy, holy, holy ! tho' the darkness hide thee,

Though the eye of sinful man thy glory may not see, 

Only thou art holy, there is none beside thee,

Perfect in power, in love, and purity. 

4. Holy, holy, holy! Lord God Almighty 

All thy works shall praise thy name, in earth, and sky, and sea ; 

Holy, holy, holy merciful and mighty!

God in Three Persons, blessed Trinity ! 

## 翻訳
1. 聖なるかな、聖なるかな、聖なるかな 全能の神なる主

私どもは朝早くからあなたを讃美いたします。

聖なるかな、聖なるかな、聖なるかな　いつくしみ深く、力ある

三つにいましてひとつなる、三位一体の神を礼拝します

2.聖なるかな、聖なるかな、聖なるかな

海に金の冠を投げ捨て すべての聖徒はあなたをあがめます　

御前のケルビムとセラフィムの天使もひざまずきます。

昔いまし、今いまし、のち来たりたまう永遠の神。

3.聖なるかな、聖なるかな、聖なるかな 暗闇があなたを隠し

罪人である人があなたの栄光を見なくとも

あなただけが聖なるお方であり、礼拝されるべきお方であり、

完全、力、愛、清らかなお方です。

4.聖なるかな、聖なるかな、聖なるかな 全能の神なる主

あなたが創造なさったすべて、地、空、海、

あなたの御名を讃美します。

聖なるかな、聖なるかな、聖なるかな 全能の神なる主

三つにいましてひとつなる、三位一体の神を礼拝します

## 讃美歌1903年

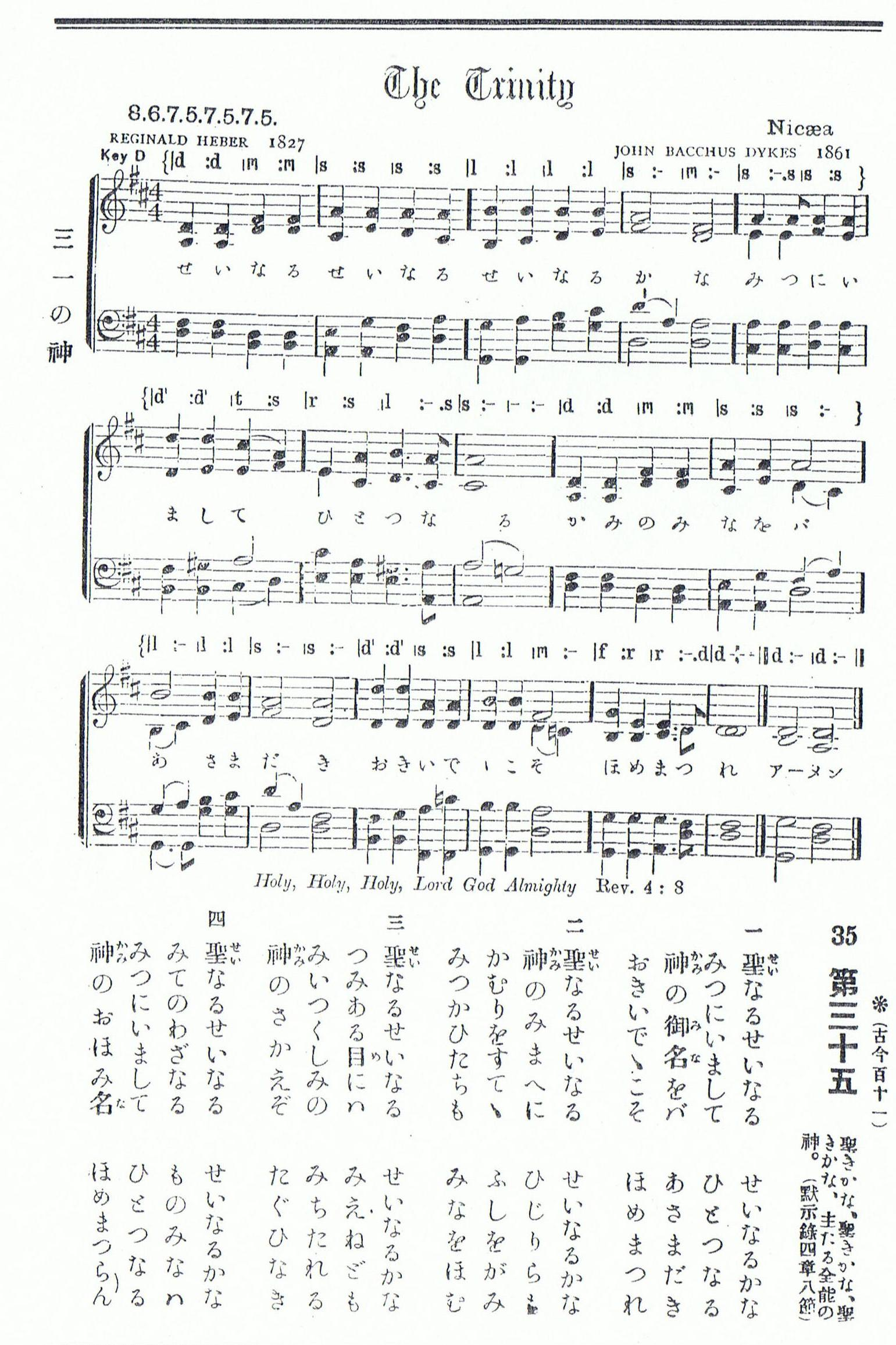
『讃美歌』35番、1903年

1.聖なる、聖なる、聖なるかな

三つにいまして　ひとつなる

神の御名をば　朝まだき

おきいでてこそ　ほめまつれ

2.聖なる、聖なる、聖なるかな

神のみまえに　ひじりらも 

かむりをすてて　ふしおがみ

みつかいたちも　み名をほむ

3.聖なる、聖なる、聖なるかな

罪ある目には　見えねども

みいつくしみの　みちたれる

神のさかえぞ　たぐいなき

4.聖なる、聖なる、聖なるかな

み手のわざなる　ものみなは

三つにいまして　ひとつなる

神のおおみ名　ほめまつらん

アーメン